# Урбе
У̀рбе (на италиански: Urbe; на лигурски: Ürbe) е община в Северна Италия, провинция Савона, регион Лигурия. Разположена е на 540 m надморска височина. Населението на общината е 761 души (към 2011 г.).
Административен център на общината е село Мартина д'Олба (Martina d'Olba).